# Torralba d'en Salort
Torralba d'en Salort (également orthographié Torralba d'en Salord), ou selon sa dénomination complète le village talayotique de Torralba d'en Salort, est un site archéologique situé sur la commune d'Alaior, sur l'île de Minorque, dans l'archipel des Baléares, en Espagne. Le site, rattaché à la culture talayotique, a été occupé de l'Âge du bronze à l'Âge du fer.

## Historique
William H. Waldren et Manuel Fernández-Miranda y ont mené sept campagnes de fouilles archéologiques entre 1973 et 1981, concentrées sur la salle hypostyle, l'enceinte à taula, et le talayot occidental.
Le site a été déclaré bien d'intérêt culturel en 1966 sous le numéro d'enregistrement RI-51-0003227-00000. En 2013, l'Espagne a proposé l'inscription du site au titre de la « culture talayotique de Minorque » sur la liste indicative de l'UNESCO, préalable à une possible inscription au Patrimoine mondial.

## Description

### L'enceinte à taula
L'enceinte à taula est de style classique : en forme de fer à cheval avec une façade légèrement concave. Les murs intérieurs et extérieurs ont été construits avec des pierres soigneusement régularisées. L'enceinte à taula de Torralba d'en Salord est l'une des plus grandes de l'île et son mur intérieur comporte 14 pilastres. Le pilier support de la taula mesure 4,30 m de hauteur pour 2,44 m de largeur et une épaisseur comprise entre 0,43 à 0,53 m. Le chapiteau, en forme de pyramide tronquée, mesure environ 3,66 à 3,86 m de long, sur 1,10 à 1,243 m de large et 0,73 m d'épaisseur. La fouille archéologique a permis de découvrir, près de la taula, un amas constitué d'une grande quantité de cendres, de tessons de poterie et d'ossements d'animaux (porcs, chèvres, bovins) démembrés, correspondant probablement à des rituels d'offrandes et de libation. L'édifice est daté d'une période comprise entre 200 av. J.-C. et 350 apr. J.-C.
Les fouilles ont également permis la découverte d'une figurine de taureau en bronze et de deux petits brûle-parfums en terre cuite, réalisés par moulage, représentant une déesse punique, probablement Tanit. Ils ont été trouvés derrière la taula, à gauche d'un petit pilastre qui devait tenir le rôle d'autel. Ils étaient accompagnés d'une représentation, également en bronze, des jambes d'un cheval, d'une taille légèrement supérieure à celle de la figurine de taureau, qui étaient attachées avec des fils en plomb à de petits trous percés dans la pierre.

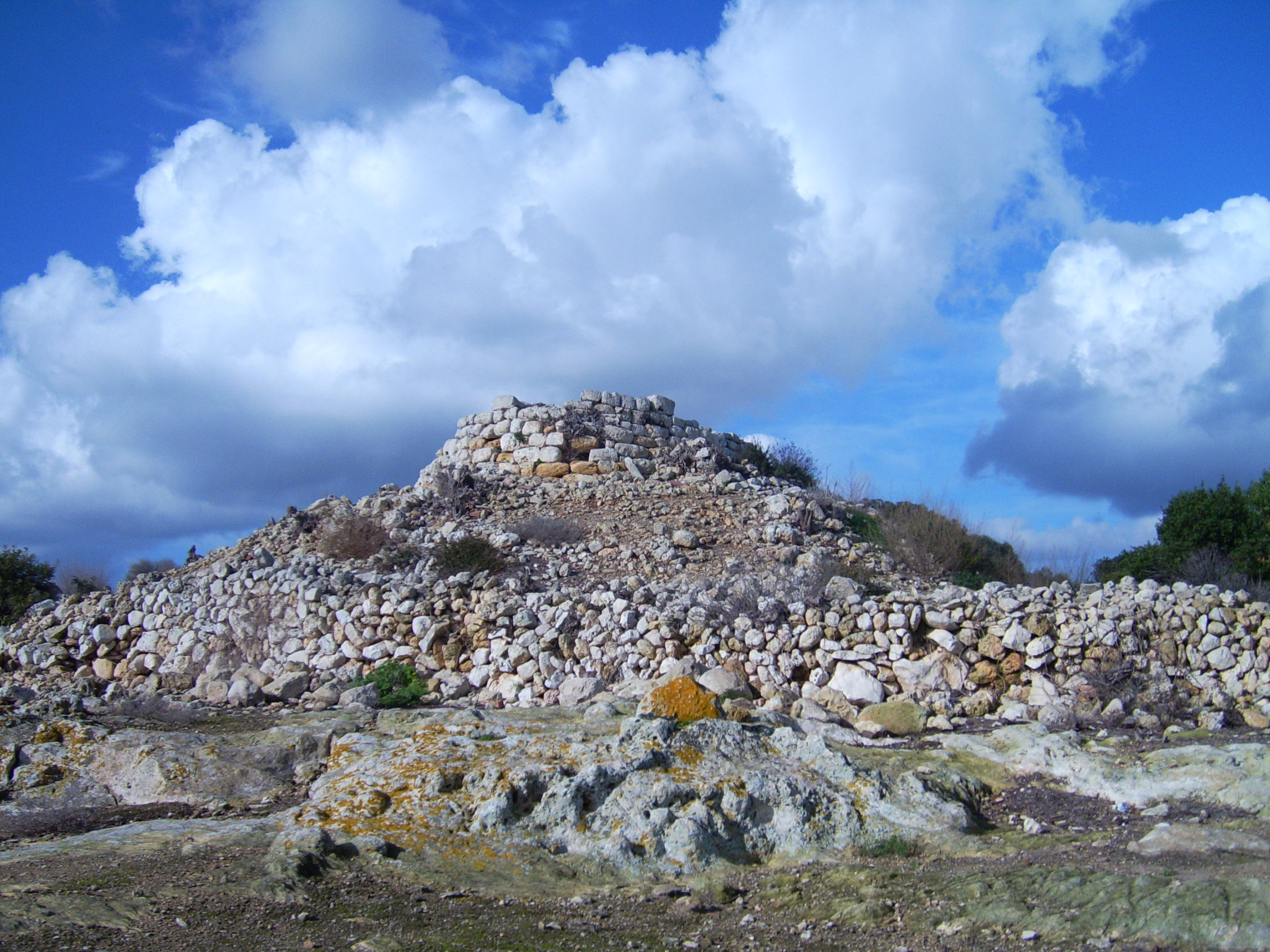
Grand talayot.
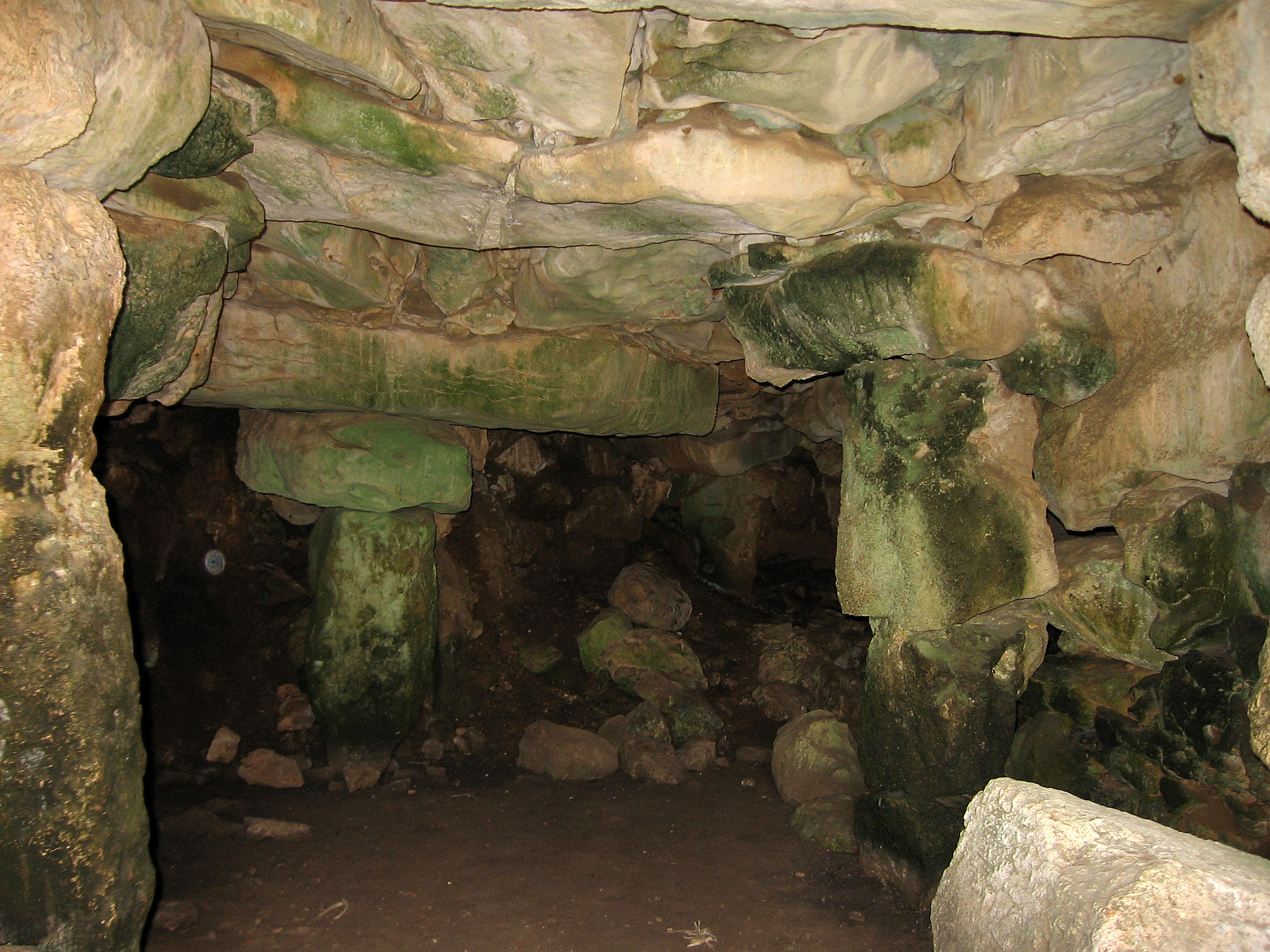
Intérieur de la salle hypostyle.
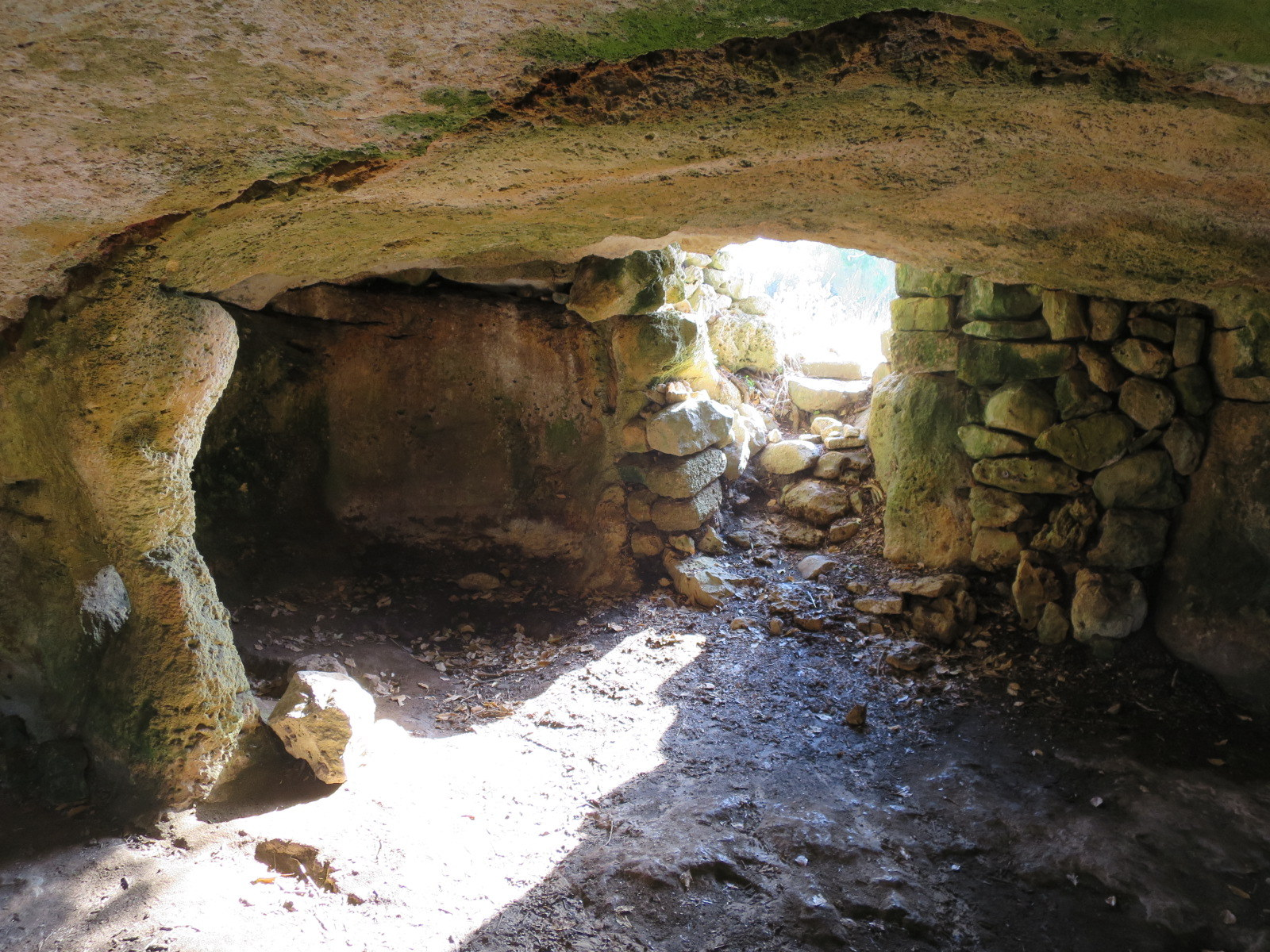
Intérieur d'une grotte funéraire.
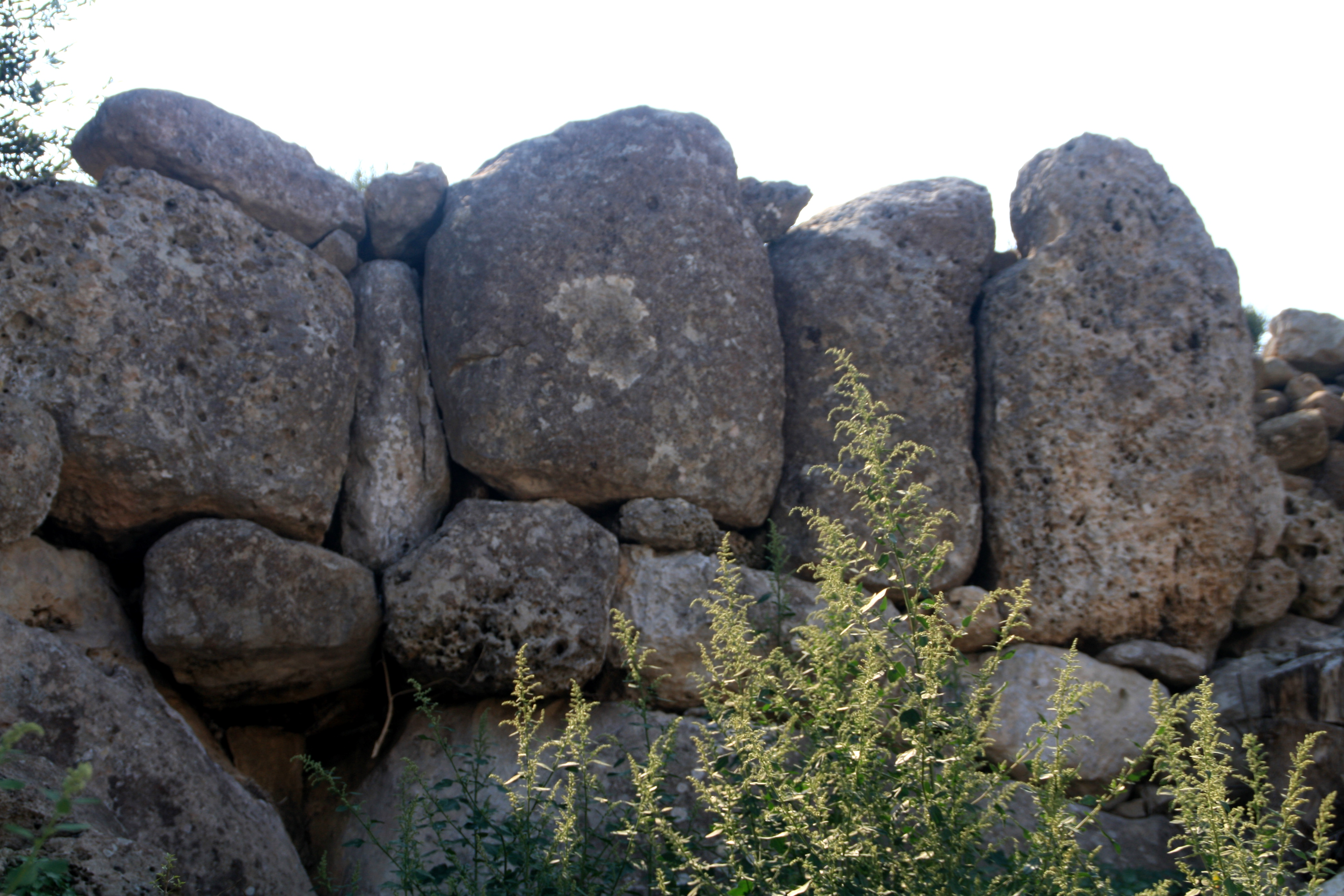
Mur cyclopéen.

### Les talayots
Il y a deux talayots à Torralba. Celui qui a le plus grand diamètre est pratiquement cylindrique au sommet. Il a été édifié sur un emplacement surélevé. De nouvelles fouilles devraient confirmer si des bâtiments annexes lui sont adossés. Le second talayot se trouve à l'arrière de la taula. Seule une partie d'un mur extérieur est visible. Il a été construit avec des pierres de très grosse taille. Il a été daté de 1200 av. J.-C. par une datation par le carbone 14. Une partie des blocs de ce mur ont été utilisés environ deux cents ans plus tard pour la construction de l'enceinte à taula. La fouille archéologique du talayot a permis de mettre en évidence qu'il fut édifié sur l'emplacement d'une construction antérieure de plan ovale, une maison naviforme, dont les murs avaient été construits avec des pierres de taille plus petite. Des céréales carbonisées découvertes dans un récipient sur place ont été datées au carbone 14 de 1310 av. J.-C. L'existence d'un troisième talayot, dont la base serait cachée par la végétation, n'est pas certaine.

### La salle hypostyle
Ce bâtiment a reçu ce nom en raison de son architecture, mais sa fonction demeure inconnue. Il est recouvert d'un toit constitué de dalles plates en pierre reposant sur des colonnes monolithiques ou polylithiques. C'est la seule salle hypostyle de Minorque qui ait conservé intact son toit d'origine.

### Autres édifices
D'autres édifices non fouillés sont aussi visibles sur le site : les restes d'un éventuel habitat de type cercle, un mur cyclopéen qui entourait probablement autrefois complètement le site, deux citernes à eau, localement appelées sitjots, plusieurs grottes artificielles pouvant avoir eu une fonction funéraire et une aire de battage creusée dans la roche. La première citerne, de forme piriforme, mesure 1,50 m au plus large pour une profondeur maximale de 1,08 m. La seconde citerne, située sous les fondations de la façade de l'enceinte à taula, mesure 1,64 m de large et 1,60 m de profondeur. Les deux citernes comportent un canal d'alimentation creusé dans la roche et il est possible qu'elles étaient connectées avec un système de collecte des eaux de pluie. 

## Na Patarrà
Na Patarrà (nom complet Pou de na Patarrà - en français « puits de na Patarrà ») est un puits préhistorique situé à environ 300 m au sud-ouest de Torralba d'en Salord. Il a probablement été utilisé par les habitants de Torralba d'en Salord. Le puits est daté d'environ 700 av. J.-C. Il a été creusé dans la roche. L'ouverture du puits mesure 7,50 m sur 5 m pour une profondeur de 49,6 m. On accède au fond du puits par un escalier tournant de 199 marches. Ce puits est appelé, selon une légende locale, l'« entrée de l'enfer », car lorsque l'on descend dans le puits, l'augmentation de la température et la gêne ressentie pour respirer peuvent donner l'impression de descendre en enfer.